# Монсури
Монсури (фр. parc Montsouris) — государственный парк в XIV округе Парижа. Расположен на юге города.
Парк был создан в 1869 году в стиле английского парка на левом берегу Сены. Наряду с Булонским лесом, Венсенским лесом и парком Бют-Шомон входит в число четырёх крупных английских парков Парижа, обустроенных бароном Османом при Наполеоне III.
Сегодня парк Монсури занимает территорию 15 гектаров, в нём произрастает около 1400 деревьев. Преобладают конский каштан, тис ягодный, бук, платан, но встречаются кедр, гингко, павловния войлочная и другие виды. Среди кустарников распространены самшит, бересклет и калина.
В северо-восточной части парка расположен крупный пруд, где можно увидеть уток, гусей и цапель. С юга Монсури ограничен бульваром Журдан, по другую сторону которого расположен университетский городок. Через парк с юга на север проходит линия Малого железнодорожного кольца, ныне заброшенная, но интенсивно использовавшаяся в 1852—1934 гг.
В парке также находится каменный памятный знак Парижского меридиана.

Parc Montsouris